# Could It Be Magic (versión de Donna Summer)
«Could It Be Magic» (en español: «Podría ser magia») es el primer sencillo del álbum A Love Trilogy de la cantante Donna Summer, lanzado en 1976.
La canción original pertenece al cantante Barry Manilow, quien la coescribió con Adrienne Anderson y la lanzó como sencillo en 1975, un año antes que Summer. Entre las versiones, ésta es la más exitosa y conocida de la canción, se convirtió en un hit en las listas dance de Billboard  alcanzando la posición #3 y alcanzó el #2 en el Dutch Top 40.
El lado B pertenece a la canción "Whispering Waves", balada de soul escrita por Giorgio Moroder con Pete Bellotte y perteneciente al álbum Love to Love You Baby de 1975.

## Sencillos
- ITA 7" sencillo (1976) Durium DE 2873[1]

1. «Could It Be Magic» - 3:15
2. «Whispering Waves» - 3:35

- GE 7" sencillo (1976) Atlantic ATL 10 775[2]

1. «Could It Be Magic» - 5:20
2. «Come With Me» - 4:20

- UK 7" sencillo (1976) GTO GT 60[3]

1. «Could It Be Magic»
2. «Whispering Waves»

- CAN 7" sencillo (1976) Oasis OC 405X[4]

1. «Could It Be Magic» - 3:15
2. «Whispering Waves» - 4:50

- US 7" sencillo (1976) Casablanca OC 405 N[5]

1. «Could It Be Magic» - 3:15
2. «Whispering Waves» - 4:50

- US 7" sencillo (1976) Oasis OC 405[6]

1. «Could It Be Magic» - 3:15
2. «Whispering Waves» - 4:50

- NL 7" sencillo (1976) Groovy GR 1219[7]

1. «Could It Be Magic» - 3:15
2. «Whispering Waves» - 4:50

- FRA 7" sencillo (1976) Atlantic 10.770[8]

1. «Could It Be Magic» - 4:13
2. «Whispering Waves» - 4:15

## Posicionamiento
| Lista/País (1976)             | Posición más alta |
| ----------------------------- | ----------------- |
| Alemania                      | 23                |
| Austria                       | 14                |
| Canadá                        | 45                |
| Dutch Top 40                  | 2                 |
| UK Singles Chart              | 40                |
| Billboard Hot 100             | 52                |
| Billboard Hot Soul Singles    | 21                |
| Billboard Hot Dance Club Play | 3                 |